# Kipilovo
Kipilovo (bulgariska: Кипилово) är ett distrikt i Bulgarien.   Det ligger i kommunen Obsjtina Kotel och regionen Sliven, i den centrala delen av landet, 240 km öster om huvudstaden Sofia.
I omgivningarna runt Kipilovo växer i huvudsak lövfällande lövskog. Runt Kipilovo är det ganska tätbefolkat, med 58 invånare per kvadratkilometer.